# Jean de Chelles
Jean de Chelles či Jehan de Chelles (zemř. 1265) byl mistr stavitel, podílel se na stavbě pařížské katedrály Notre-Dame.
Narodil se v Chelles (Seine-et-Marne) západně od Paříže a bývá považován za bratrance dalšího významného stavitele Pierra de Montreuil, který pracoval na bazilice v Saint-Denis a kapli Sainte-Chapelle.
| „                                                   | Roku 1257, v úterý 12. února, bylo započato toto dílo k poctě Matky Kristovy a za života mistra kamenického Jehana de Chelles. | “ |
| — nápis u paty jižního portálu katedrály Notre-Dame | |   |

Chelles na stavbě katedrály pracoval pravděpodobně od roku 1256 do svého skonu roku 1265. Vnesl do božího stánku novou výšku a světlo. Je autorem tří ze čtyř rozetových oken, čtvrté jižní okno po jeho smrti dodělal nový stavbyvedoucí, jímž byl právě Pierre de Montreuil.